# Betsiboka (rivier)
De Betsiboka (ook wel Rode Rivier genoemd) is een rivier in Madagaskar. De rivier is 525 km lang en is gelegen in de noordwestelijke regio's Boeny en Betsiboka. De rivier mondt uit in de Bombetokabaai.

## Verloop
De rivier draagt een enorme hoeveelheid rood-oranje slib naar de zee. Een groot deel van dit slib wordt weggevoerd naar de monding van de rivier of de Bombetokabaai.
Tijdens het regenseizoen van begin november tot half maart worden grote hoeveelheden sediment afgezet die zandbakken vormen en tevens leiden tot een beperkte mate van verschuivingen van rivierbeddingen

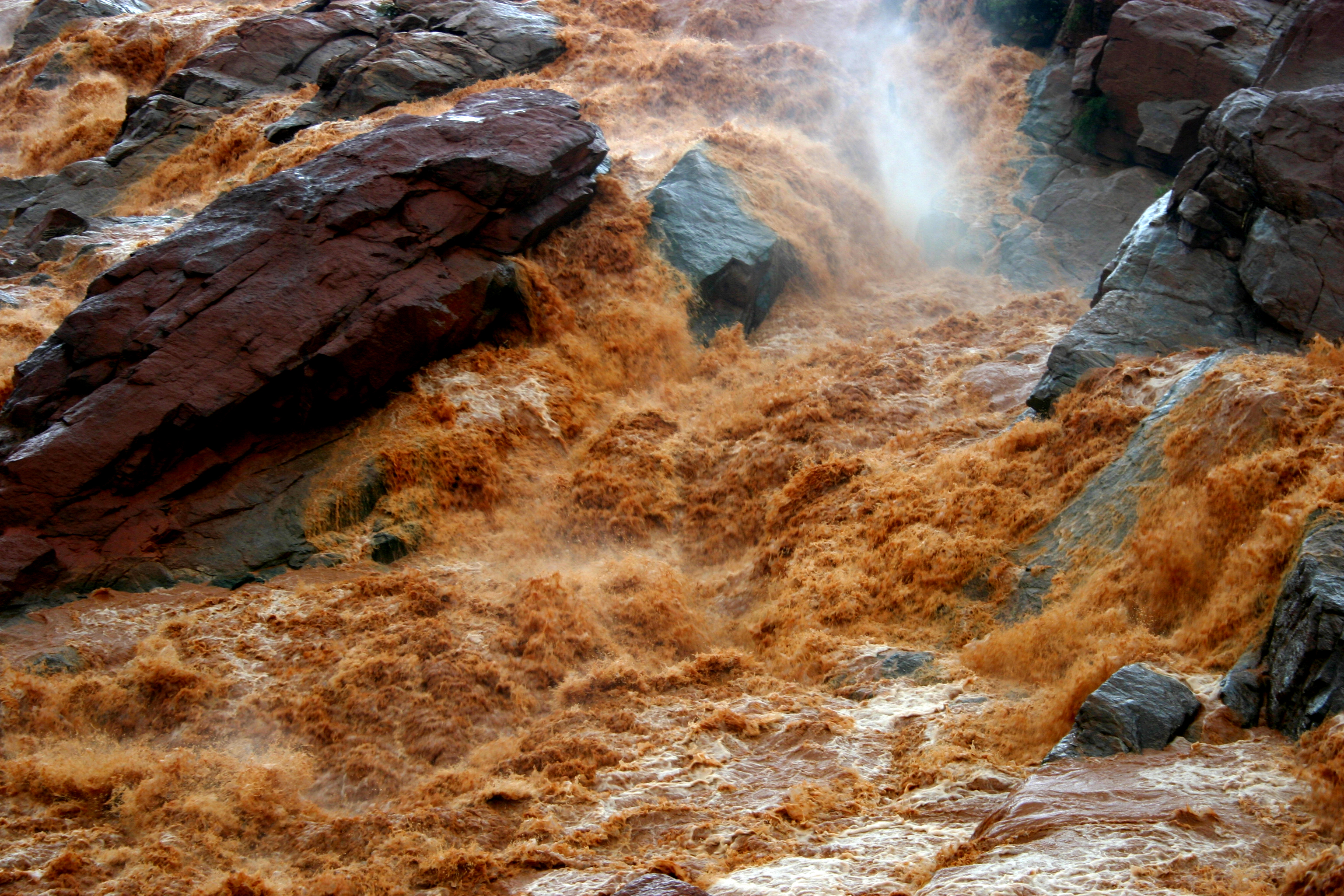
Betsiboka in het regenseizoen

De Betsiboka voert halverwege vlak langs het westelijke gedeelte van het Nationaal park Ankarafantsika.

### Zijrivieren
De Betsiboka kent 2 zijrivieren. De Ikopa en de Kamoro waarvan de eerstgenoemde de grootste is. De monding van de Ikopia bevindt zich ten noorden van Maevatanana.

## Economie
Vanaf de kustplaats Mahajanga is de rivier tot 140 kilometer stroomopwaarts bevaarbaar. De haven en de aanverwante bedrijfstakken zijn belangrijke bronnen van inkomsten voor de regio Boeny. Sinds 2000 is er een samenwerkingsverband met een Japans bedrijf, dat op het schiereiland ten zuiden van Mahajanga, een garnaal boerderij heeft gevestigd.
Het rivierwater wordt ook gebruikt voor irrigatielandbouw, landbouw is de belangrijkste bron van inkomsten van Madagaskar. In de benedenloop van de rivier vindt vooral rijstteelt plaats.

## Galerij

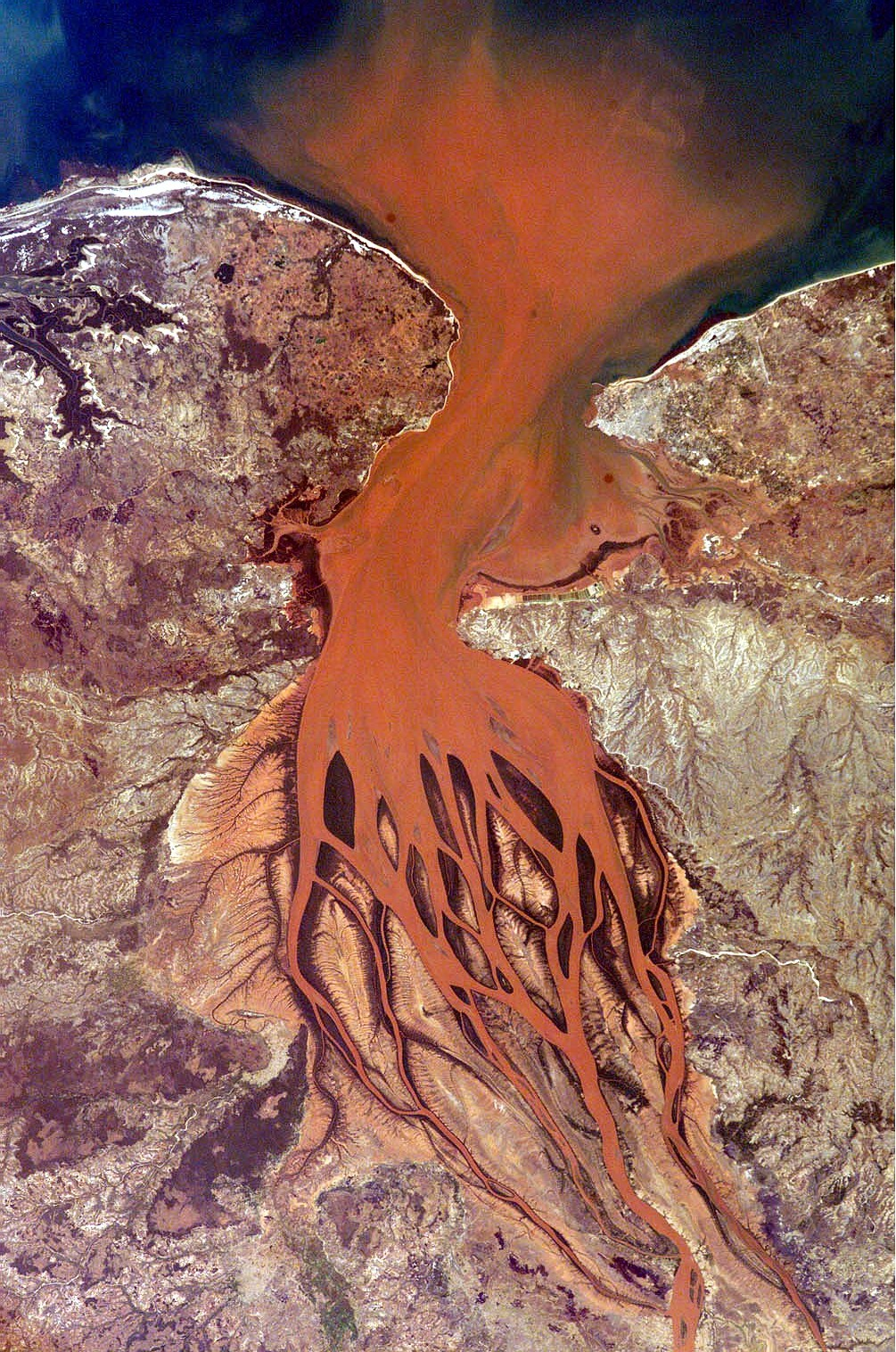
Betsiboka gezien vanuit de lucht
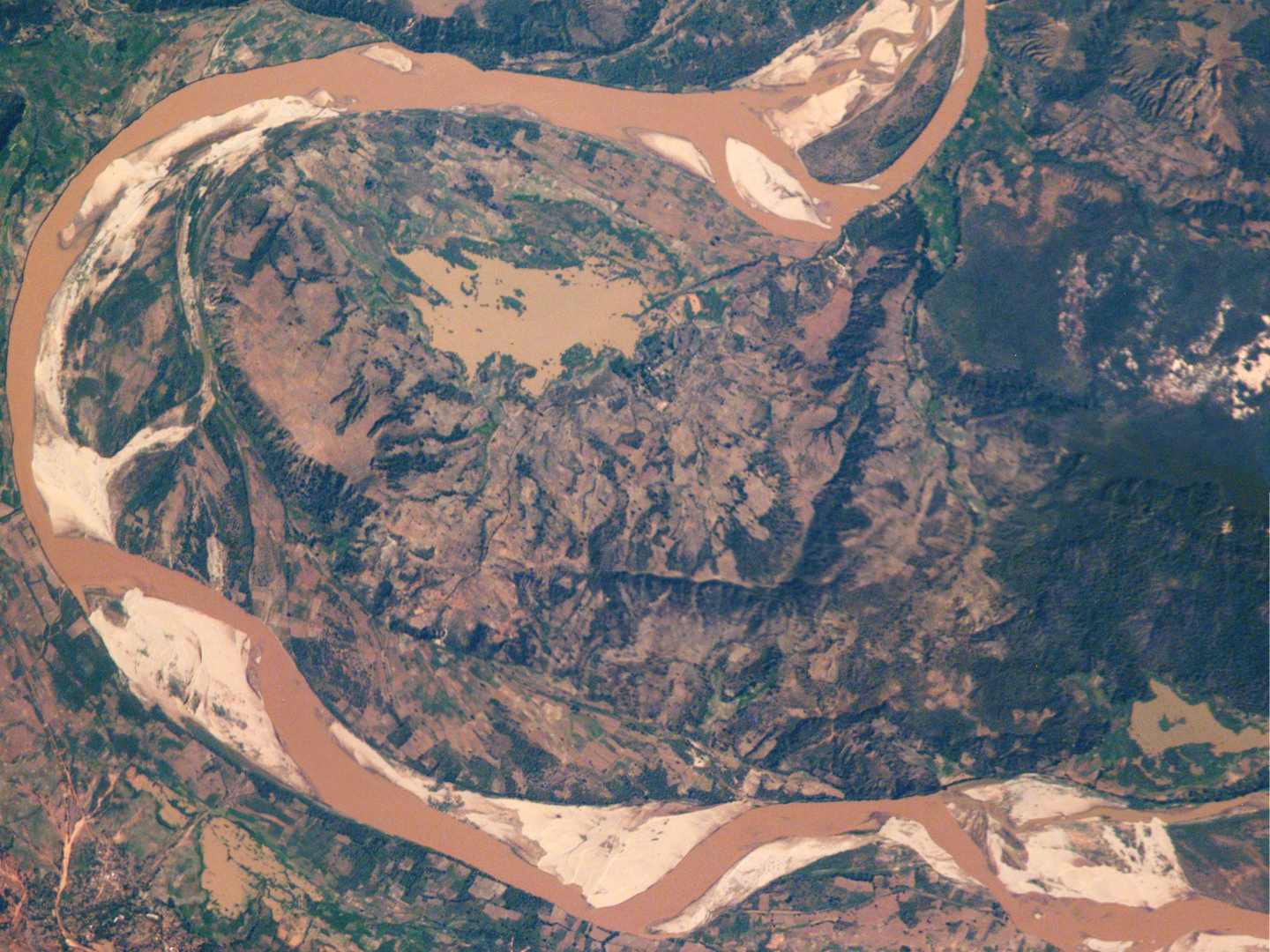
De Betsiboka onder normale omstandigheden
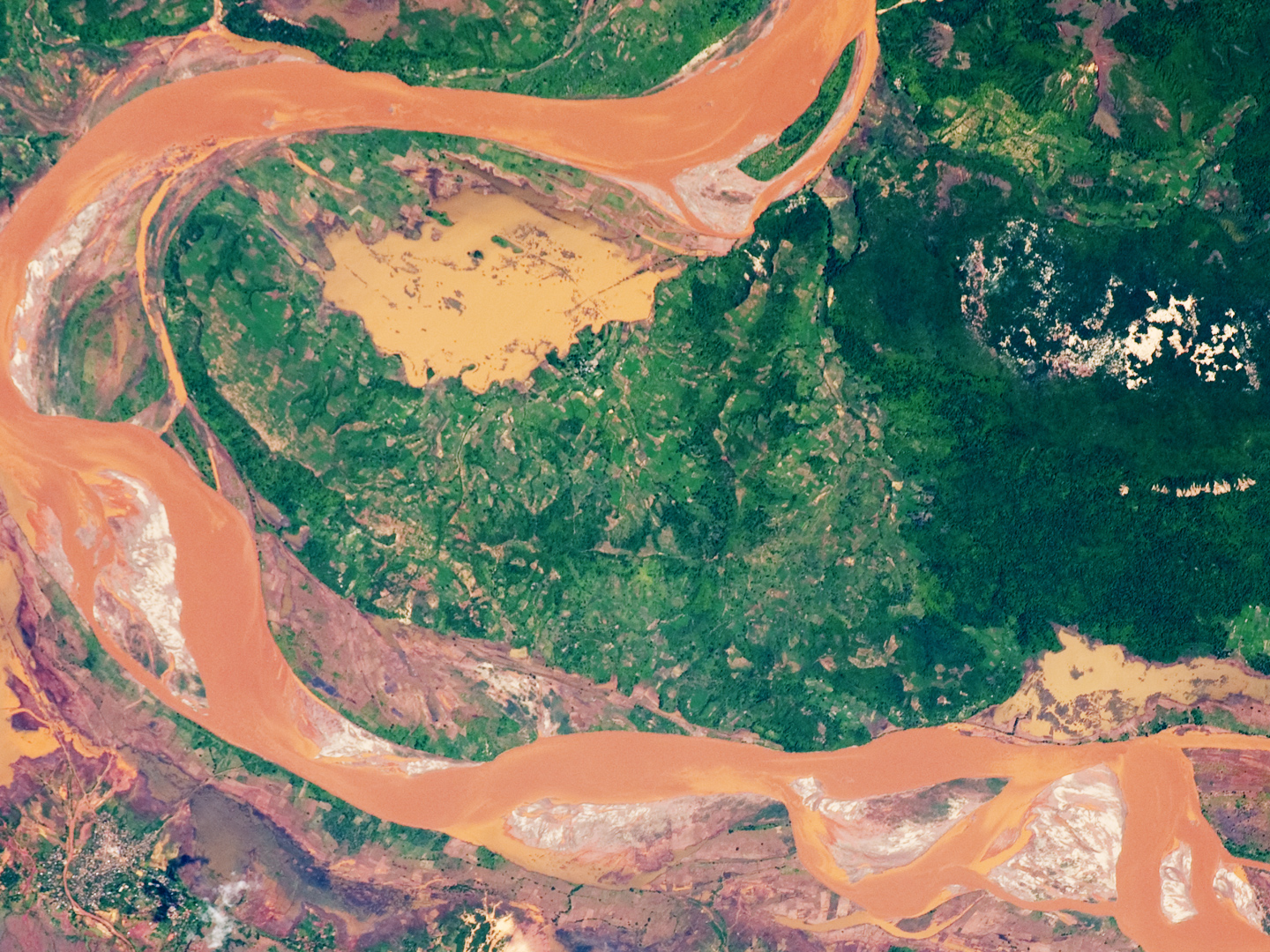
De Betsiboka bij hoogwater

- Gemeinsame Normdatei: 4844068-1
- Library of Congress Control Number: sh91001586
- Nationale Bibliotheek van Israël: 987007551465105171
- Virtual International Authority File: 242765031